# سنجاویان
سنجاویان یکی از روستاهای استان ایلام است که در دهستان ارکوازی بخش چوار شهرستان ایلام واقع شده‌است.